# Egmating

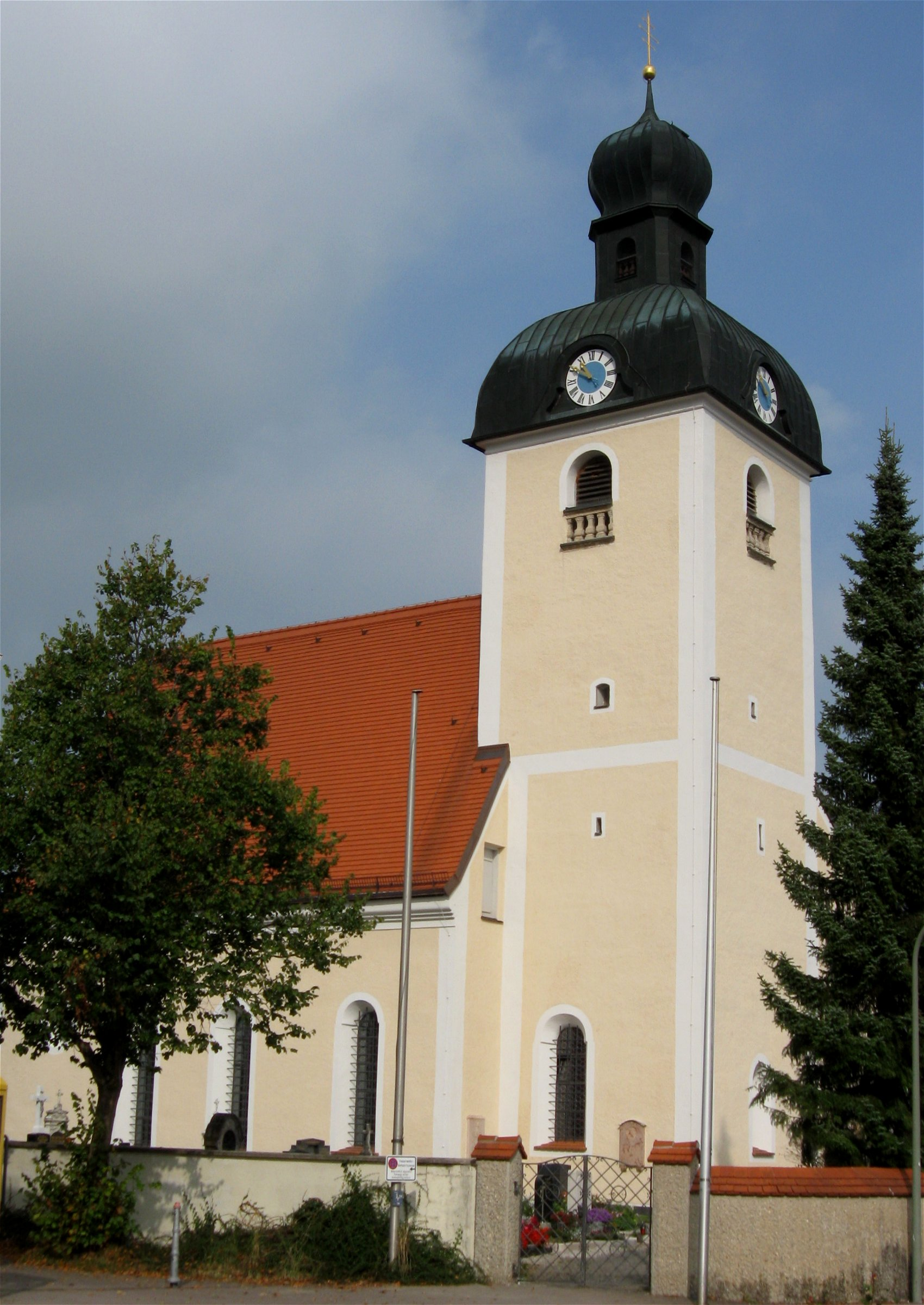
Kirche St. Johann Baptist u. Michael

Egmating ist eine Gemeinde und ein Pfarrdorf im oberbayerischen Landkreis Ebersberg. Die Gemeinde ist Mitglied der Verwaltungsgemeinschaft Glonn.

## Geographie

### Lage
Das Dorf Egmating liegt in der Region München etwa 16 km westlich von Grafing, 27 km südöstlich der Landeshauptstadt München und 20 km von der Kreisstadt Ebersberg entfernt. Anschluss zur S-Bahn besteht in den Nachbarorten Aying (fünf Kilometer) und Höhenkirchen-Siegertsbrunn (sieben Kilometer), die A 99 (Anschlussstelle Ottobrunn) ist zehn Kilometer sowie die A 8 (Anschlussstelle Hofoldinger Forst) zwölf Kilometer entfernt.  Westlich grenzt das Gemeindegebiet an den Landkreis München.

### Gemeindegliederung
Es gibt sieben Gemeindeteile (in Klammern ist der Siedlungstyp angegeben):
- Egmating (Pfarrdorf)
- Lindach (Weiler)
- Münster (Kirchdorf)
- Neumünster (Dorf)
- Neuorthofen (Dorf)
- Orthofen (Dorf)
- Tal[4]

Es gibt nur die Gemarkung Egmating.

### Natur
Folgende Schutzgebiete berühren das Gemeindegebiet:
- Landschaftsschutzgebiet LSG „Toteiskessellandschaft Kastenseeon“ im Markt Glonn und der Gemeinde Egmating (LSG-00376.01)
- Fauna-Flora-Habitat-Gebiet Kastensee mit angrenzenden Kesselmooren (8036-3011)

## Geschichte
Im Freisinger Traditionsbuch wurde der Ort in den ersten Urkunden aus dem Jahr 794 und 802 als „Ehamoinga“ bezeichnet. Später wurde er auch im 11. Jahrhundert als „Ehamutinga“ urkundlich erwähnt.
Seit 1449 war das Schloss Egmating bzw. die Vorgängergebäude im Besitz der Münchner Ratsfamilie der Schrenck.  Der Ort war Teil des Herzogtums bzw. Kurfürstentums Bayern und bildete eine geschlossene Hofmark. Die Freiherren von Wolframsdorf waren von 1700 bis 1791 Inhaber der Hofmark Egmating. Um 1800 war sie im Besitz der Freiherren von Hornstein.
Das bayerische Urkataster zeigt Egmating in den 1810er Jahren als ein Kirchdorf mit etwa 53 Herdstellen rund um die Kirche und ihren Gottesacker. Die Wirtschaftsflächen sind durch Erbfolge bereits stark kleinräumig zersiedelt.
Im Jahre 1818 entstand durch das bayerische Gemeindeedikt die Gemeinde Egmating. Die letzten Reste der Adelsherrschaft wurden mit der Revolution 1848 aufgehoben.
Die Gemeinden Baiern, Bruck, Egmating, Glonn,  Moosach und Oberpframmern schlossen sich 1978 im Zuge der Gebietsreform in Bayern zur Verwaltungsgemeinschaft Glonn zusammen.

### Einwohnerentwicklung
Zwischen 1988 und 2018 wuchs die Gemeinde von 1444 auf 2336 Einwohner bzw. um 61,8 %.
- 1970: 1180 Einwohner
- 1987: 1388 Einwohner
- 1991: 1472 Einwohner
- 1995: 1487 Einwohner
- 2000: 1639 Einwohner
- 2005: 1966 Einwohner
- 2010: 2142 Einwohner
- 2015: 2314 Einwohner
- 2020: 2358 Einwohner

## Politik

### Gemeinderat
Die Gemeinderatswahl 2020 brachte folgende Ergebnisse:
| Partei/Liste                | 2020  | 2020  |
| Partei/Liste                | %     | Sitze |
| --------------------------- | ----- | ----- |
| CSU/FWG                     | 41,79 | 6     |
| Aktive Bürgerliste Egmating | 45,79 | 6     |
| SPD/Parteilose              | 12,42 | 2     |

### Bürgermeisterin
Erste Bürgermeisterin ist Inge Heiler (Aktive Bürgerliste Egmating). Bei der Bürgermeisterwahl 2020 setzte sie sich in einer Stichwahl gegen ihren Vorgänger Ernst Eberherr (CSU/FWG) durch.

### Wappen
| Wappen von Egmating | Blasonierung: „In Silber ein schwarzer Wolf, der ein rotes Geweih im Maul hält.“ |
| Wappen von Egmating | Wappenbegründung: Das Gemeindewappen mit dem Wolf, der ein Hirschgeweih im Maul hält, entspricht dem Familienwappen der Freiherren von Wolframsdorf, die von 1700 bis 1791 Inhaber der Hofmark Egmating waren. Es steht symbolisch für die Geschichte Egmatings als Adelshofmark und wurde wegen seiner Originalität ausgewählt. Dieses Wappen wird seit 1970 geführt. |

## Baudenkmäler
An historischer Bausubstanz sind neben der Pfarrkirche St. Johann Baptist und Michael (Egmating) drei Gebäude aus dem 17/18. Jahrhundert erhalten geblieben und als Baudenkmäler geschützt.

## Wirtschaft und Infrastruktur

### Wirtschaft einschließlich Land- und Forstwirtschaft
Im Jahr 2020 gab es nach der amtlichen Statistik im produzierenden Gewerbe 54 und im Bereich Handel und Verkehr 77 sozialversicherungspflichtig Beschäftigten am Arbeitsort. In sonstigen Wirtschaftsbereichen waren es 25 Personen. Sozialversicherungspflichtig Beschäftigte am Wohnort gab es 1016. Im verarbeitenden Gewerbe gab es einen, im Bauhauptgewerbe fünf Betriebe. Zudem bestanden im Jahr 2016 22 landwirtschaftliche Betriebe mit einer landwirtschaftlich genutzten Fläche von 642 Hektar, davon waren 461 Hektar Ackerfläche.

### Bildung
Es gab 2020 drei Kindertageseinrichtungen, die über 154 genehmigte Plätze verfügten und 139 Kinder betreuten.

### Sportverein
In der Gemeinde gibt es den Turn- und Sportverein Egmating mit den Abteilungen Fußball, Fitness, Stockschützen, Tischtennis, Basketball, Badminton, Gerätturnen und KiJuFö. Die 1. Fußballherrenmannschaft spielt zur Saison 22/23 in der 116  Kreisklasse 6 Schuster.